# Tit Canuti
Tit Canuti o Titus Canuti o Titus Cannuti (en llatí Titus Canutius o Cannutius) era tribú de la plebs l'any en què Juli Cèsar va ser assassinat, el 44 aC. Es va oposar fins i tot amb violència a Marc Antoni. Suetoni menciona un Gai Canuti, probablement la mateixa persona.
Quan Octavi (August) va anar a Roma a finals d'octubre del 44 aC, Canuti va anar a trobar-lo per saber les seves intencions i com que Octavi es va declarar contra Marc Antoni, Canuti el va conduir a la ciutat i va parlar al poble a favor seu.
Una mica després Octavi va anar a Etrúria i Marc Antoni va tornar a Roma i va demanar al senat reunit al Capitoli, de declarar a Octavi enemic de la República (28 de novembre), aquell dia no va deixar acostar al Capitoli a Canuti ni a dos dels seus altres col·legues per impedir el seu vet al decret del senat romà. Quan Marc Antoni va sortir de Roma per fer la guerra a Dècim Brut a la Gàl·lia Cisalpina, Canuti no va parar d'atacar-lo en les assemblees. Vel·lei Patercul diu: continua rabie lacerabat.
Quan es va formar el triumvirat l'any 43 aC probablement va ser proscrit, però certament no el van executar com diu Vel·lei Patercul, ja que el 40 aC va prendre part a la guerra de Perusa.
Quan Octavi va abandonar el camp senatorial, Canuti es va convertir en un dels seus enemics, i es va unir a Fúlvia i Luci Antoni en el seu intent de rebel·lar-se, però va fracassar i va caure en mans d'Octavi a Perusa on va ser executat el mateix any 40 aC.